# لوسيان أرمان
لوسيان أرمان (بالفرنسية: Lucien Arman)‏ هو باني ‏ وسياسي فرنسي، ولد في 23 نوفمبر 1811 في بوردو في فرنسا، وتوفي بنفس المكان في 7 أكتوبر 1873. انتخب  (1852 – 1871) وانتخب نائب فرنسي (21 يونيو 1857 – 15 يناير 1869).